# Wöbbelin
Wöbbelin est une municipalité allemande du land de Mecklembourg-Poméranie-Occidentale et l'arrondissement de Ludwigslust-Parchim. En 2013, elle comptait 888 hab.

## Histoire
Pendant la Seconde Guerre mondiale le kommando de Wöbbelin fut un camp de travail qui fut transformé en camp d'extermination du 12 février 1945 au 2 mai 1945.

## Source
- (de) Cet article est partiellement ou en totalité issu de l’article de Wikipédia en allemand intitulé « Wöbbelin » (voir la liste des auteurs).